# Direction générale de la Traduction
La direction générale de la Traduction (DGT) est chargée de traduire des documents pour la Commission européenne à partir des et vers les 24 langues officielles de l’Union européenne. Au besoin, elle peut travailler dans d’autres langues. Elle traduit uniquement des textes écrits.

## Responsabilités
- Traduire des textes législatifs, des documents de politique générale, des rapports, de la correspondance, etc. rédigés par ou adressés à la Commission.
- Aider la Commission à communiquer avec les citoyens afin qu'ils comprennent les politiques de l’UE.
- Réviser des documents originaux rédigés par des membres du personnel de la Commission.
- Conseiller les services de la Commission sur des aspects linguistiques et sur la gestion de sites web multilingues.
- Garantir l'utilisation d'une terminologie correcte dans toutes les langues officielles de l’UE, telle qu'elle figure dans la base de données interinstitutionnelle IATE[3].

## Direction et organisation
- Commissaire européen au Budget et aux Ressources humaines Johannes Hahn
- Director-General (acting) Christos Ellinides

## Autres liens
- DGT site web
- (en-GB) « EU Commission launches free summer school for teens interested in translation », sur Times of Malta, 2 septembre 2023